# Markus Braun (Komponist)
Markus Braun (* 20. Oktober 1950 in Uster; † 6. Juni 2014 in Winterthur) war ein Schweizer Komponist, Organist und Pianist.

## Biographie
Markus Braun erhielt seine musikalische Ausbildung am Konservatorium Zürich. 1974 erwarb er das Lehrdiplom für Klavier, 1976 das Konzertdiplom für Orgel, beides bei Erich Vollenwyder; es folgten weitere Studien: Komposition bei Hans Ulrich Lehmann und Chorleitung bei Karl Scheuber. 1978 ergab sich die Zusammenarbeit mit dem Gastspieltheater Zürich verbunden mit Tourneen in der ganzen Schweiz. Neue musikalische Impulse erhielt er an Jazz-Seminarien in Boswil bei Joe Viera. Nach verschiedenen Organisten- und Chorleiterstellen in der Deutschschweiz wirkte Markus Braun seit 1993 als Kirchenmusiker an der Kreuzkirche in Zürich, wo er neben dem Amt als Organist auch regelmässig Konzerte gab. Daneben war er als Klavierlehrer und Leiter von Pianoworkshops an der Kantonsschule Rämibühl Zürich tätig.
Er experimentierte als Komponist und Improvisator. Eine langjährige Zusammenarbeit verband ihn mit dem Perkussionisten Robert Mark, mit dem er wiederholt Improvisationskonzepte für Orgel und Schlagzeug entwickelte. Es entstanden Kompositionen für verschiedene Jazz-Formationen und Kammermusik-, Klavier-, Orgel- und Chorwerke, ebenso zwei Performance-Produktionen: Stimmen aus dem Regenwald nach dem gleichnamigen Buch von Bruno Manser und Walden nach Henry David Thoreau. Mehrere seiner Werke sind bei der Edition Delatour herausgegeben.  2006 war er Gewinner des Schweizerischen Kompositionswettbewerbes für das Festlied anlässlich des Schweizerischen Gesangsfestes 2008 in Weinfelden. 2007 schuf er die Musik zum Schweizer Dok-Film von Roland Huber: Lötschberg, die Eingeschlossenen für SF1.
Der Nachlass von Markus Braun befindet sich seit Oktober 2015 in den Nachlasssammlungen der Musikabteilung der Zentralbibliothek Zürich.

## Kompositionen (Auswahl)

### Orgelwerke
- Undine – Fantasiestück für Orgel
- Tanz / Danse
- Fünf Stimmungsbilder[6]
- Fantasie für Orgel

### Kammermusik
- Fantasiestück und Elegie für Flöte und Klavier
- Poème für Violoncello und Orgel
- Elegie für Saxophon und Orgel
- Intermezzo für Orgel und Streicher (Streichquartett)

### Klavierwerke
- Livre pour piano (ausgewählte Klavierwerke)

### Vokalwerke
- Drei Motetten für vierstimmigen Chor a cappella (Texte: Andrea Felsenstein-Rossberg)

### Filmmusik
- Die Eingeschlossenen – Lötschberg – der Tunnel